# Boton
Boton is een straat in de wijk Macuarima in de regio Santa Cruz op Aruba.
De naam Boton betekent 'knoop'. 
Hier en op de heuvel hebben duizenden kleine, platte, ronde steentjes of schelpdeeltjes gelegen met een gaatje in het midden. De steentjes waren niet groter dan een cent. Deze steentjes werden door de Arubaanse bevolking 'boton' genoemd. Toen het een rage werd om er kettingen van te maken, zijn deze steentjes met handenvol verdwenen. Oorspronkelijk waren de knopen fiches, die door indianen op deze plaats gemaakt zijn, waarschijnlijk voor sieraden.